# 日立アロカメディカル
日立アロカメディカル株式会社は、かつて存在した医療機器メーカーである。東京都三鷹市に本社を置いていた。2011年、日立メディコの子会社となり、日立グループの一社となった。2016年4月1日に製造部門以外の部門を会社分割し日立製作所に承継した上で、製造部門は日立メディコに吸収合併され、株式会社日立ヘルスケア・マニュファクチャリングとなった。

## 概要
超音波診断装置、骨粗鬆症診断装置、放射線測定装置、バイオ関連装置、検体検査装置、分注装置などを手がけた。特に超音波診断装置については、世界で初めて製品化したパイオニアとして知られ、国内のみならず広く海外にも展開していた。

## 沿革
- 1950年 - 日本無線株式会社より分離し、株式会社医理学研究所設立。
- 1957年 - 低バックグラウンド放射線測定装置を日本で初めて製品化。
- 1958年 - 商号を株式会社日本無線医理学研究所に変更。
- 1960年 - 超音波診断装置を世界で初めて製品化。
- 1976年 - 商号をアロカ株式会社に変更。
- 1988年 - 株式店頭公開。
- 1992年 - 上海アロカ医用儀器有限公司設立。
- 1999年
  - アロカホールディングヨーロッパ株式会社、並びにアロカ韓国株式会社設立。
  - 東京証券取引所2部上場。
- 2000年
  - アロカテクニカルサービス株式会社設立。
  - 東京証券取引所1部指定替え。
- 2001年 - アロカシステムエンジニアリング株式会社設立。
- 2002年 - アロカ国際貿易（上海）有限公司設立。
- 2006年 - 台湾アロカ股份有限公司設立。
- 2008年 - アロカ・トリビトロン・メディカル・テクノロジーズ株式会社設立。
- 2011年 - 日立メディコによる株式公開買付けにより、同社の子会社・完全子会社となる。商号を日立アロカメディカル株式会社に変更。
- 2016年 - 製造部門以外の部門を会社分割し日立製作所に承継した上で、製造部門は日立メディコ（日立ヘルスケア・マニュファクチャリングを経て、現・富士フイルムヘルスケアマニュファクチャリング）に吸収合併され、解散[1]。

## 関連会社
- アロカビジネスサービス株式会社（現・日立ヘルスケア・ビジネスサービス株式会社）- 日本無線子会社